# 1842 au Bas-Canada
Cet article traite des événements survenus en 1842 au Canada-Est. 

## Événements

### Juillet
- 25 juillet : William Price achète les établissements de la Société des Vingt-et-Un au Saguenay.

### Août
- 24 août : Fondation de Chicoutimi par Peter McLeod (Fils). Ce dernier entreprend la construction d'un moulin à scie sur la rivière du Moulin.

### Septembre
- 16 septembre : Louis-Hippolyte La Fontaine, un partisan du gouvernement responsable, entre au Conseil exécutif avec Robert Baldwin et forme un gouvernement[1].